# Montgrí (discogràfica)
Montgrí és un segell discogràfic català creat el 2019 pe Joan Delgado i Aleix Turon, els membres del duet empordanès Cala Vento, per a autoeditar el seu tercer àlbum, Balanceo. Al llarg de la seva història, Montgrí ha publicat treballs de Lagartija Nick, Manos de Topo, Joan Colomo, Biznaga i La Élite, entre d'altres.